# سوپ ترشی

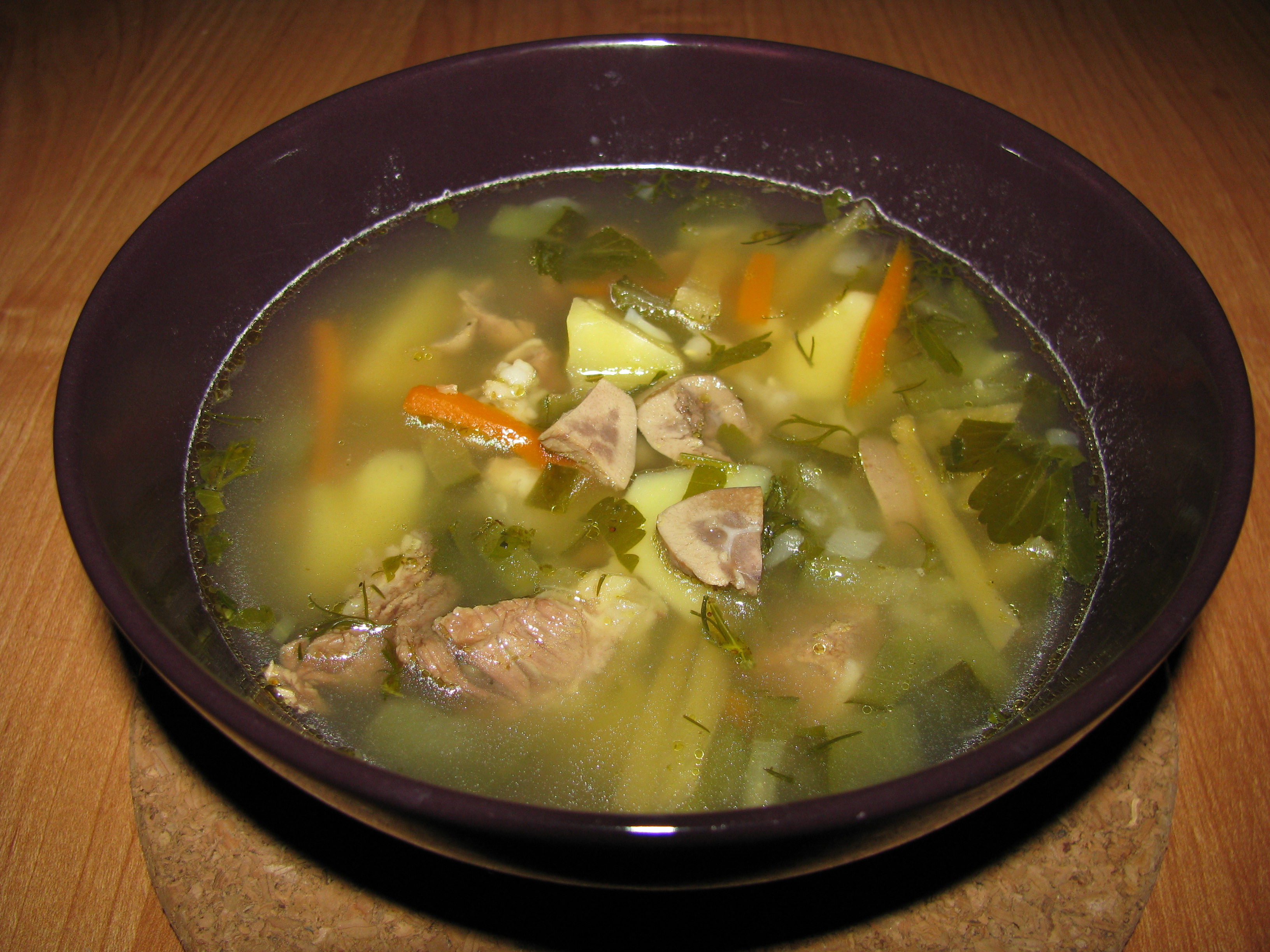
سوپ راسولنیک

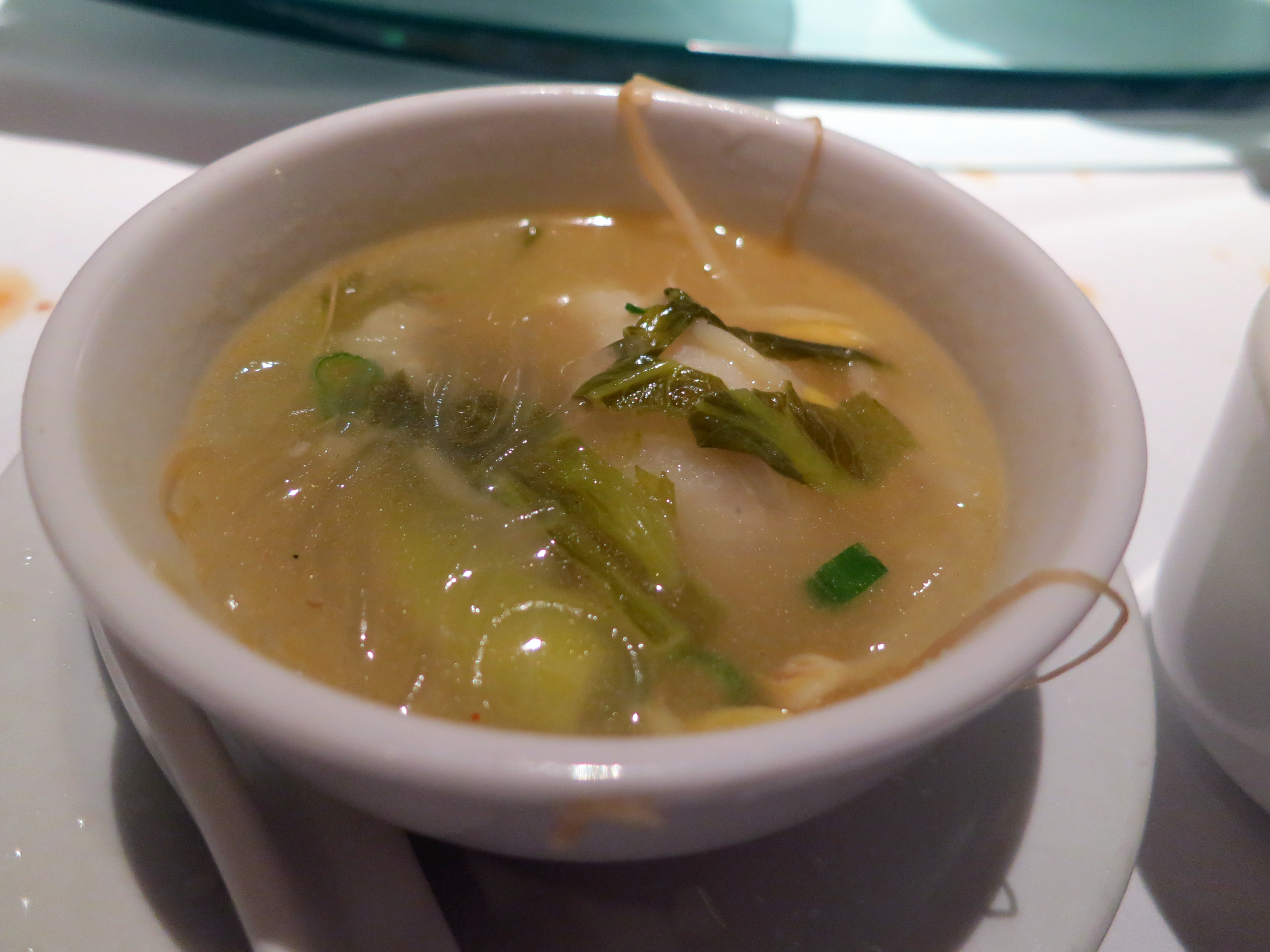
سوپ ترشی خردل با فیله ماهی

سوپ ترشی نوعی سوپ است که با انواع ترشی سبزیجات تهیه می‌شود. ترشی شوید نوعی سوپ ترشی است که با خیارشور تهیه می‌شود. برخی از آنها از ترشی شوید رنده شده در تهیه خود استفاده می‌کنند. برخی از رستوران‌ها در ایالات متحده این غذا را به مشتریان خود عرضه می‌کنند، مانند فروشگاه‌های مواد غذایی لهستانی و رستوران‌های جنوب شیکاگو.

## انواع
راسولنیک یک سوپ ترش در غذاهای روسی است که از مواد اولیه اولیه، ترشی شوید، قلوه گوساله یا بره، جو مروارید و سیب زمینی تهیه می‌شود. بخش کلیدی راسولنیک، شور ترشی است که در روسی راسول نامیده می‌شود. مواد اضافی ممکن است شامل آب گوشت گاو، هویج، تره فرنگی، نمک، فلفل و غیره باشد. ممکن است با خامه ترش تزیین و سرو شود.
سوپ خیار یک سوپ ترشی شوید سنتی لهستانی است که با خیار شور به سبک لهستانی تهیه می‌شود. برخی از نسخه‌ها به جای انواع خاص لهستانی از ترشی شوید استاندارد یا ترشی شوید کوشر استفاده می‌کنند. مواد اولیه شامل آبگوشت، ترشی و سیب زمینی است. طعم سوپ بسته به نوع آبگوشتی که استفاده می‌شود می‌تواند متفاوت باشد، مانند آبگوشت سبزیجات یا آبگوشت. ممکن است از استخوان خوک برای تهیه آبگوشت بر پایه گوشت استفاده شود. مواد اضافی می‌تواند شامل کرفس، هویج، سیر، خامه، زرده تخم مرغ، شوید، نمک و فلفل باشد.
انواع سوپ ترشی شوید در استان‌های پریری، به ویژه در آلبرتا، رایج است.